# Simfonia núm. 2 (Dvořák)
La Simfonia núm. 2 en si bemoll major (B.12; opus 4) d'Antonín Dvořák va ser iniciada l'1 d'agost de 1865 i conclosa el 9 d'octubre del mateix any. Té una durada d'aproximadament 45 minuts i està estructurada en quatre moviments:
- Allegro con moto
- Poco adagio
- Scherzo: Allegro con brio
- Finale: Allegro con fuoco (alla breve)

Dvořák va confiar-ne el manuscrit al seu amic i co-llogater Moric Anger perquè el fes enquadernar. Potser perquè veia que a Dvořák li havia donat un atac destructiu pel foc de moltes de les seues primeres obres que no el satisfeien, Anger conservà prudentment el manuscrit! El fet és que Dvořák no va retrobar el manuscrit més que 20 anys després. La relectura de l'obra el va omplir de satisfacció, però no obstant va decidir afegir alguns retocs. Així durant l'any 1887, va revisar la segona simfonia, alhora que ho feia també amb la tercera i la quarta. L'obra va ser estrenada a Praga al març de 1888, sota la direcció d'Adolf Čech, i el compositor la va oferir al seu editor Simrock, que va refusar publicar-la. Aquest rebuig va ser causa d'un refredament de les relacions entre els dos homes, i Dvořák va replicar fent editar algunes de les seues noves obres per la firma britànica Novello. Tot i que resulte increïble, l'obra no va ser publicada fins a l'any 1959.
Amb moviment, amb empenta, amb foc: els títols dels moviments d'aquesta simfonia indiquen ben bé l'esperit de l'obra —i l'esperit amb què ha de ser interpretada. Contràriament a la Primera Simfonia, aquesta segona no és cíclica: cap tema reapareix en tots quatre moviments. Són els lligams subtils i una atmosfera gairebé carnavalesca el que els uneix. Dvořák hi palesa una imaginació magistral i un gran virtuosisme en el maneig de l'orquestra; amb l'afegit d'una immensa imaginació formal —no res de formalitat ací!. El segon moviment és més aviat una mena de gran llegenda en música que un moviment en sentit estricte: fragments animats i vigorosos alternen amb altres cantables. L'Scherzo comença de manera ben poc convencional, amb notes llargues a l'uníson de les cordes greus seguides d'acords prolongats de les fustes; tot això abans de deixar lloc a una successió d'episodis amb aire de dansa. La secció central deixa escoltar una superba melodia sostinguda per les cordes, desplegant-se sobre un vast registre. Una melodia semblant s'utilitza al Finale.
Tot i que la Segona Simfonia deixa escoltar certs ecos de Mendelssohn i Weber, manifesta sobretot una forta personalitat, malgrat que el tema folklòric txec, sovint considerat característic de Dvořák, hi és discret. L'obra demostra, si calia, que Dvořák és molt més que un amable folklorista! Es tracta d'una partitura acabada, amb inventiva, destacada i acolorida.

## Dvořák i les revisions
Hom sap que Dvořák componia ràpidament, tot i que de fet no més que altres compositors del segle xix —Robert Schumann o Franz Liszt— i molt menys que els compositors del segle xviii. Dit això, l'aparent facilitat de la seua música és més un resultat que una voluntat deliberada perquè —i això és menys conegut— Dvořák retornava sovint sobre les seues obres per a modificar-les. És el cas de la segona, tercera i quarta simfonies, del Concert per a piano, del Concert per a violí, etc. En general, quan una de les seues obres havia estat publicada, Dvořák la sotmetia a una anàlisi minuciosa i la corregia, si calia, amb una pregona autocrítica.